# Pope County, Arkansas
Pope County är ett administrativt område i delstaten Arkansas, USA. År 2010 hade countyt 61 754 invånare. Den administrativa huvudorten (county seat) är Russellville.

## Geografi
Enligt United States Census Bureau har countyt en total area på 2 152 km². 2 103 km² av den arean är land och 49 km² är vatten.

### Angränsande countyn
- Newton County - nordväst
- Searcy County & Van Buren County - nordöst
- Conway County - sydöst
- Yell County - syd
- Logan County - sydväst
- Johnson County - väst